# Skumbrie w tomacie
Skumbrie w tomacie – jeden z najbardziej znanych wierszy Konstantego Ildefonsa Gałczyńskiego, opublikowany w roku 1936 w piśmie „Prosto z mostu”, satyra na konserwatywne rządy w II Rzeczypospolitej w okresie dziesięciolecia po przewrocie majowym (1926–1936).

## Autor i tło historyczne

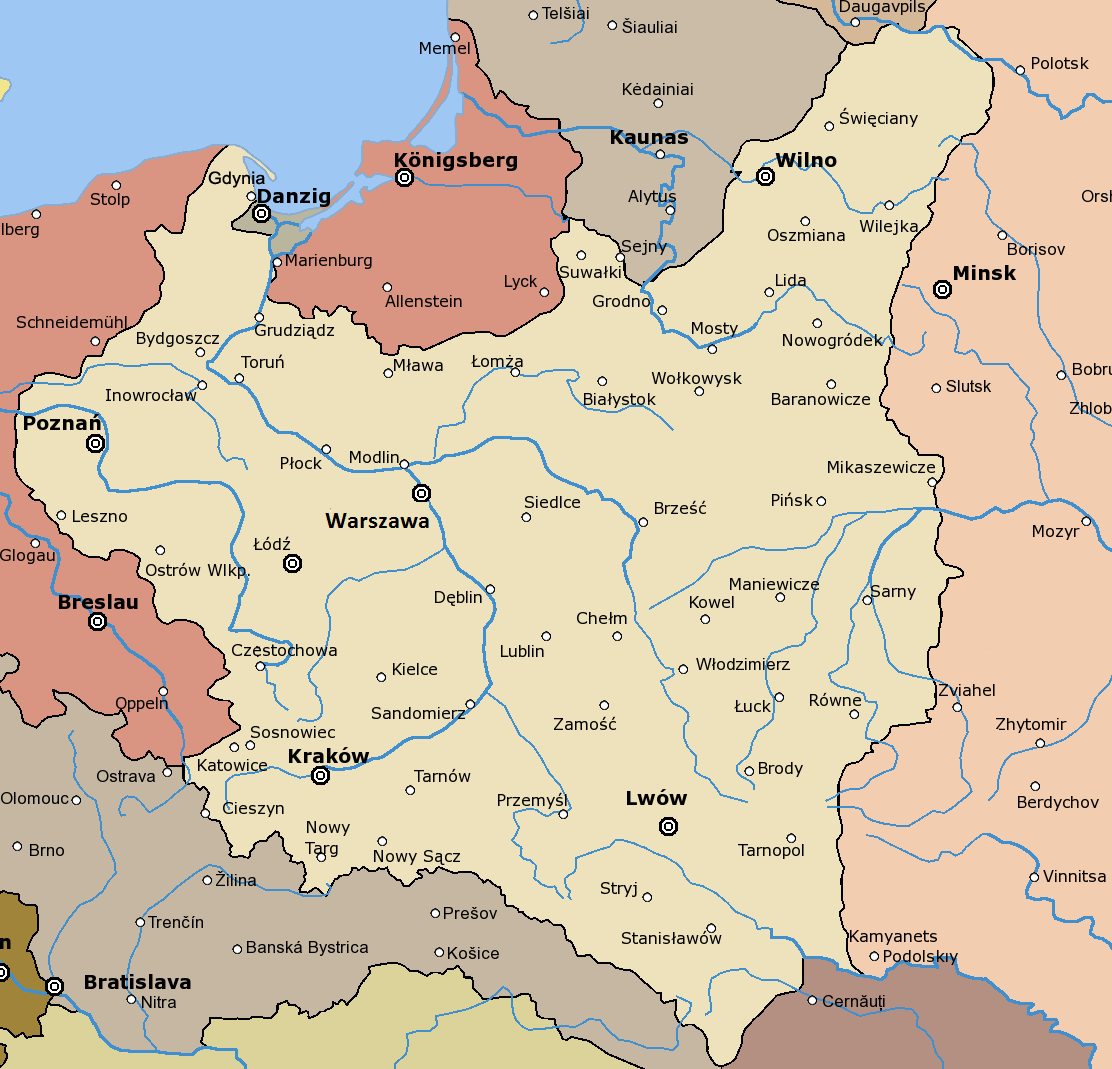
Granice II Rzeczypospolitej; zob. traktat ryski (1921)

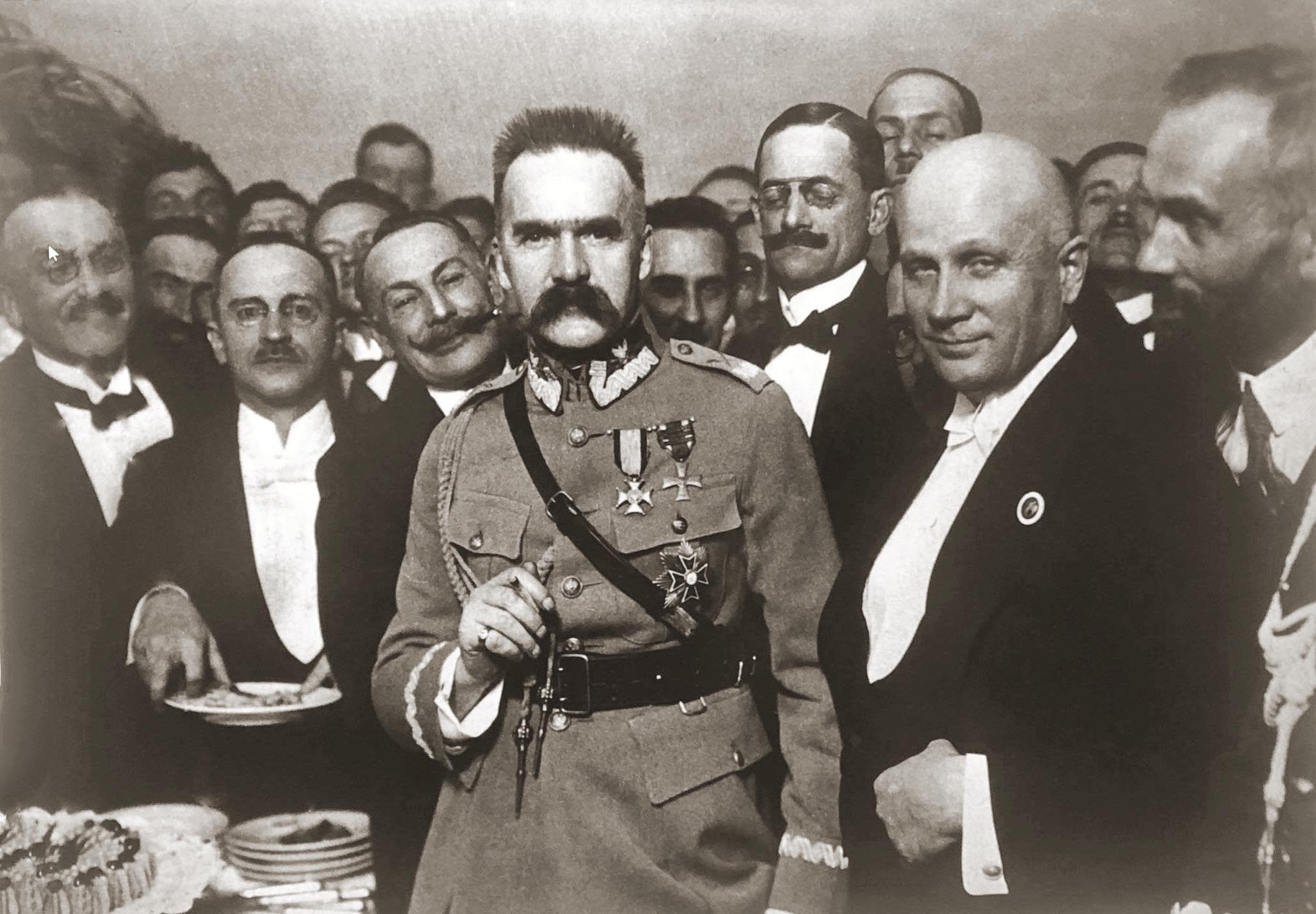
Lipiec 1923: Józef Piłsudski w czasie przyjęcia, na którym ogłosił decyzję o wycofaniu się z życia politycznego

Zrozumienie wymowy wiersza nie jest możliwe bez zarysowania niespokojnej sytuacji politycznej w Polsce w dwudziestoleciu międzywojennym.
W krótkim okresie od 11 listopada 1918 – gdy Rada Regencyjna przekazała Józefowi Piłsudskiemu władzę nad wojskiem (dziś Narodowe Święto Niepodległości) – do roku 1921 (podpisanie w Rydze traktatu kończącego wojnę polsko-bolszewicką) miało miejsce sześć konfliktów zbrojnych. Głębokie podziały polityczne były podłożem gwałtownych sporów między wieloma partiami i ugrupowaniami (m.in. PSL „Piast”, PSL „Wyzwolenie”, Chrześcijański Związek Jedności Narodowej, Narodowa Demokracja, Polska Partia Socjalistyczna).
W grudniu 1922 roku doszło do zabójstwa Gabriela Narutowicza, pierwszego prezydenta Rzeczypospolitej (zbrodnię tę popełnił Eligiusz Niewiadomski – malarz i krytyk sztuki luźno związany z endecją). Wcześniej w endeckiej prasie ukazywały się opinie, że Narutowicz jest „protegowanym żydowskiej finansjery światowej”, został narzucony „głosami obcych narodowości”, „nawet nie umie dobrze mówić po polsku” itp.
Józef Piłsudski wycofał się z życia politycznego w lipcu 1923 (zob. Sulejówek).
W latach 1925–1926 miała miejsce seria kryzysów gabinetowych, która skłoniła Piłsudskiego do dokonania zbrojnego zamachu stanu. W wyniku przewrotu majowego nastąpiła zmiana ustroju parlamentarnego na prezydencko-autorytarny. W roku 1927 z inicjatywy sanacji powstał Bezpartyjny Blok Współpracy z Rządem (BBWR), skupiający ludzi o różnych poglądach politycznych – przeciwnych „partyjniactwu”, wspierających program marszałka Piłsudskiego (zob. kult Józefa Piłsudskiego). Marszałek, któremu konstytucja kwietniowa (1935) miała przyznać władzę autorytarną, zmarł 12 maja, a BBWR rozpadł się (zob. m.in. Richard M. Watt, ang. Bitter glory: Poland and its fate, 1918 to 1939, pol. Gorzka chwała: Polska i jej los 1918–1939).
Według córki Gałczyńskiego, Kiry, poeta widział odpowiedź na pytanie, dlaczego „Polska się chwieje” w takich cechach części Polaków, jak: … polskie załganie, czapkowanie przed Zachodem … kiepska, wtórna … sztuka, … zaczadzenie mesjanizmem i całkowita pogarda dla rzetelnej, uczciwej pracy. Nadmiar draństwa w życiu publicznym, zamiłowanie do mętniactwa, do bełkotu myślowego i ideowego. Starał się walczyć z: … jałowymi dyskursami … pustosłowiem, wodolejstwem, wallenrodyzmem, zamiłowaniem do nadmiaru heroicznych postaw w obliczu całkowitego fiaska niemal każdego podjętego przedsięwzięcia.

## Treść wiersza

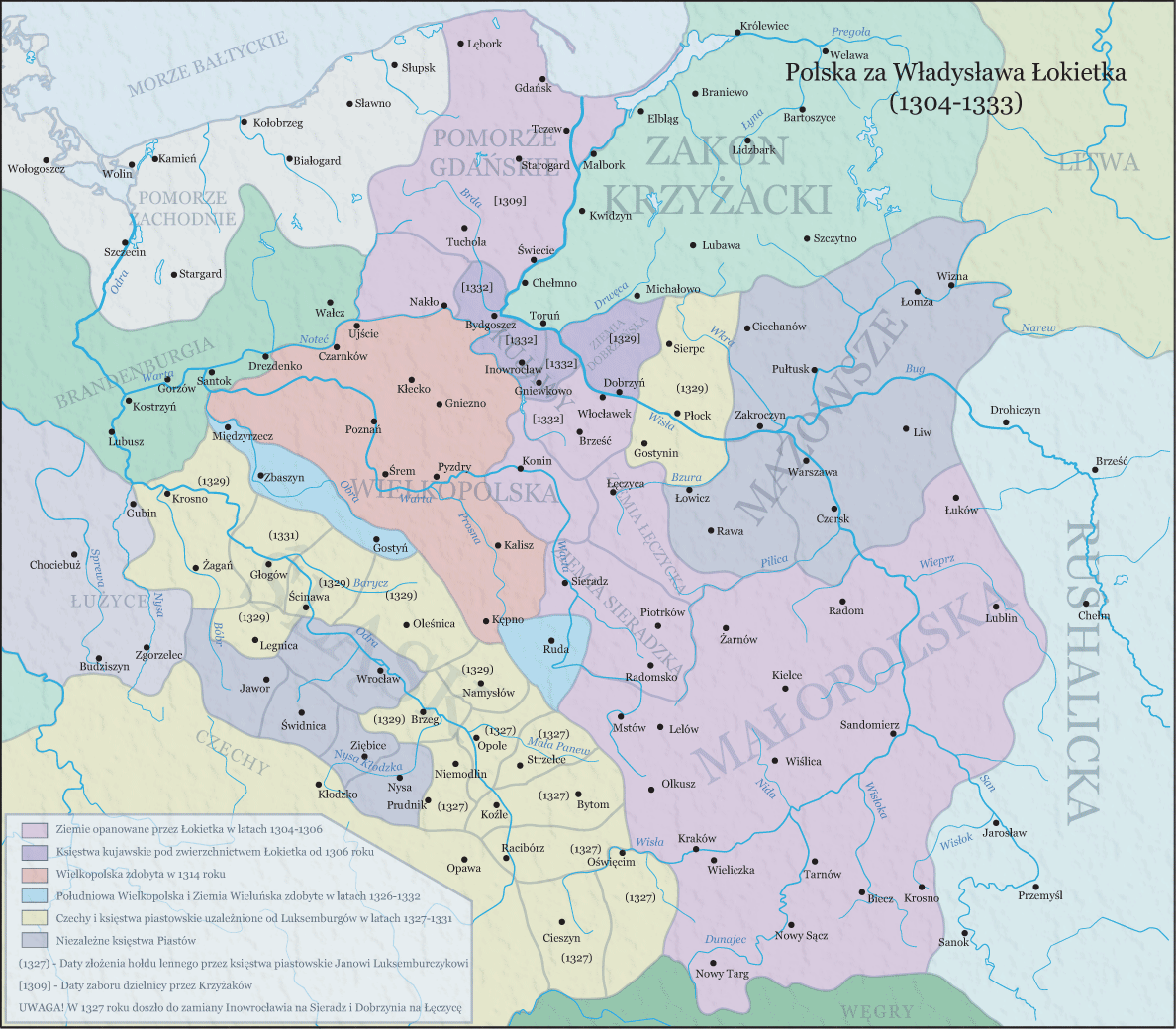
Polska Władysława Łokietka (1304–1333)

Do redakcji gazety „Słowo Niebieskie” przyszedł „maluśki staruszek”, który przedstawił się jako Władysław Łokietek i oświadczył, że w Polsce „rośnie zaraza”, więc musiał opuścić swoją grotę i wyruszyć „robić porządek”. Redaktor naczelny nie wyraził zainteresowania sprawą. Kichnąwszy odpowiedział:

Chce pan naprawić błędy systemu? …
Był tu już taki dziesięć lat temu. …
Także szlachetny. Strzelał. Nie wyszło. …
Krew się polała, a potem wyschło…

Strapiony Łokietek zdecydował się wracać do groty. Na pożegnanie rzucił: „Chcieliście Polski, no to ją macie!”
Tekst wiersza jest natrętnie i monotonnie przerywany zwrotem-refrenem: „Skumbrie w tomacie, skumbrie w tomacie, skumbrie w tomacie pstrąg”.

## Analiza wiersza
Tytuł
W znaczeniu dosłownym „skumbrie w tomacie” to konserwy rybne z makreli, płoci lub wzdręg w sosie pomidorowym (tomat – pomidor zwyczajny). W znaczeniu przenośnym tytuł odnosi się do władzy, która nie analizuje potrzeb społeczeństwa i państwa, jest przeciwna reformom (konserwatywna).
Struktura wiersza i środki stylistyczne
Wiersz złożony z 10 strof głównie dziesięciozgłoskowych (3 pierwsze wersy strofy 10-zgłoskowe, czwarty 6-zgłoskowy), rymy żeńskie przeplatane (abab), rytmizacja dzięki epiforom (powtórzenia „skumbrie w tomacie”, „pstrąg”), liryka pośrednia.
Interpretacja treści
Redaktor naczelny czasopisma o wymownym tytule „Słowo Niebieskie” (organ władzy?) reprezentuje konserwatywny rząd. Władysław Łokietek – król, któremu Polska zawdzięcza zjednoczenie po rozbiciu dzielnicowym – jest zaniepokojony stanem państwa w roku 1936. Przychodzi do redakcji, aby zainicjować działania na rzecz jedności Polaków. Redaktor wykazuje małe zainteresowanie tym pomysłem (może to symbolizować kichnięcie). Zniechęca swojego gościa do działania, informując go, że 10 lat wcześniej już był „ktoś szlachetny” (wskazana data – rok 1926 – sugeruje, że może chodzić o Józefa Piłsudskiego), kto próbował to robić – „krew się polała” (przewrót majowy?), ale nie wykorzystano okazji do stworzenia silnej, zjednoczonej Polski. Łokietek odchodzi zrozpaczony bezsilnością, oburzony brakiem troski Polaków o jedność państwa.

## Odbiór wiersza
Wiersz zyskał wielką popularność m.in. z powodu gwałtownej polemiki, która wywiązała się między Konstantym Gałczyńskim i Julianem Tuwimem na łamach „Prosto z mostu” (nr 10/1936) (dodatek kulturalny do antysemickiego dziennika ABC, związanego z endecją, od 1934 z ONR) i „Wiadomości Literackich” (nr 14/1936), solidaryzujących się z obozem sanacyjnym. Polemikę rozpoczął Tuwim, który wcześniej, po zamachu na Narutowicza, pisał w „Wiadomościach Literackich” o obozie endeckim: Krzyż mieliście na piersi, a brauning w kieszeni oraz Z Bogiem byli w sojuszu, a z mordercą w pakcie…
Obaj poeci byli uznawani za przyjaciół, którzy jednak często wdawali się w polityczne spory, nie szczędząc sobie nawzajem silnych epitetów. Przyczyną reakcji Tuwima na publikację „Skumbrii w tomacie” prawdopodobnie nie była treść wiersza, lecz przede wszystkim fakt jego opublikowania we wspomnianej gazecie..
Tuwim zaprotestował, publikując w „Wiadomościach” parodię „Skumbrii” – swój wiersz zatytułowany „Hejże do czynu”. W wierszu Tuwima Konstanty Gałczyński „wlany ze spleenu (ozór na szaro chrzan)” przychodzi do redakcji gazety „Hejże do czynu”, gdzie redaktor radzi mu: „Niech pan rozwiąże sprawę żydowską”. Dialog z redaktorem Konstanty („Kocio”) kończy bełkotliwie:

...Hejże do czynu ozór na szaro

Kocio na szaro Żydzi na szaro

Ozór do czynu czyny do chrzanu

CHRZAN, miły Kociu. CHRZAN!

## Obecność utworu w kulturze
Tytuł wiersza jest często wykorzystywany w publicystyce i działalności kulturalnej dla określenia sytuacji podobnych do panującej w latach 30. XX w. (zob. np. nazwa plenerowego widowiska kabaretu Loch Camelot, zorganizowanego w Krakowie w roku 1997). „Skumbrie w tomacie” znalazły też miejsce w programie Kabaretu Olgi Lipińskiej, w piosence z czerwca 1992 roku.
Parafrazą wiersza jest tekst toastu, który został napisany w roku 2009 przez Michała Rusinka (sekretarza Wisławy Szymborskiej) z okazji „20-lecia Wolności” (1989–2009); akcja „Toast Za Polskę, za wolne i świadome wybory, za zniknięcie z Polski kartek na wszystko”:

Mili panowie, piękne niewiasty (skumbrie w tomacie, skumbrie w tomacie)

Wznośmy za wolność mądre toasty (skumbrie w tomacie, chlup)

„Chcieliście Polski, no to ją macie: skumbrie w tomacie” jest tytułem książki wydanej w roku 2005 dla uczczenia 100. rocznicy urodzin K.I. Gałczyńskiego (zbiór 58 wierszy z posłowiem Kiry Gałczyńskiej). Stanowi również motto oficjalnej witryny poety, redagowanej przez Mikołaja Gałczyńskiego (wnuka poety, zob. Janusz Bylczyński).